# Il Divo/Diskografie
Diese Diskografie ist eine Übersicht über die musikalischen Werke von Il Divo, einer Band, die Musikgenres wie Oper und klassische Musik mit Pop verbindet. Den Quellenangaben und Schallplattenauszeichnungen zufolge hat sie bisher mehr als 17,4 Millionen Tonträger verkauft. Ihre erfolgreichste Veröffentlichung ist das Album Il Divo mit über 4,9 Millionen verkauften Einheiten.

## Alben

### Studioalben
| Jahr | Titel                                        | Höchstplatzierung, Gesamtwochen, AuszeichnungChartplatzierungen (Jahr, Titel, Platzierungen, Wochen, Auszeichnungen, Anmerkungen) | Höchstplatzierung, Gesamtwochen, AuszeichnungChartplatzierungen (Jahr, Titel, Platzierungen, Wochen, Auszeichnungen, Anmerkungen) | Höchstplatzierung, Gesamtwochen, AuszeichnungChartplatzierungen (Jahr, Titel, Platzierungen, Wochen, Auszeichnungen, Anmerkungen) | Höchstplatzierung, Gesamtwochen, AuszeichnungChartplatzierungen (Jahr, Titel, Platzierungen, Wochen, Auszeichnungen, Anmerkungen) | Höchstplatzierung, Gesamtwochen, AuszeichnungChartplatzierungen (Jahr, Titel, Platzierungen, Wochen, Auszeichnungen, Anmerkungen) | Anmerkungen                                                                                          |
| Jahr | Titel                                        | DE | AT | CH | UK | US | Anmerkungen                                                                                          |
| ---- | -------------------------------------------- | --- | --- | --- | --- | --- | --- |
| 2004 | Il Divo                                      | DE2 Gold · (14 Wo.)DE | AT2 Platin · (30 Wo.)AT | CH2 Platin · (53 Wo.)CH | UK1 ×5Fünffachplatin · (40 Wo.)UK                                                                                                 | US4 Platin · (84 Wo.)US | Erstveröffentlichung: 1. November 2004                                                               |
| 2005 | The Christmas Collection                     | DE75 (2 Wo.)DE | AT18 (3 Wo.)AT | CH13 Gold · (24 Wo.)CH | UK— GoldUK | US14 Platin · (30 Wo.)US | Erstveröffentlichung: 25. Oktober 2005                                                               |
| 2006 | Ancora                                       | DE18 Gold · (29 Wo.)DE | AT6 Platin · (27 Wo.)AT | CH4 Platin · (56 Wo.)CH | UK1 ×3Dreifachplatin · (25 Wo.)UK                                                                                                 | US1 Gold · (40 Wo.)US | Erstveröffentlichung: 24. Januar 2006 enthält eine Kollaboration mit Céline Dion                     |
| 2006 | Siempre                                      | DE22 (9 Wo.)DE | AT9 Gold · (13 Wo.)AT | CH1 Platin · (25 Wo.)CH | UK2 ×2Doppelplatin · (11 Wo.)UK                                                                                                   | US6 Platin · (22 Wo.)US | Erstveröffentlichung: 21. November 2006                                                              |
| 2008 | The Promise                                  | DE24 Gold · (14 Wo.)DE | AT11 Gold · (24 Wo.)AT | CH6 Platin · (26 Wo.)CH | UK1 Platin · (13 Wo.)UK | US5 Gold · (29 Wo.)US | Erstveröffentlichung: 17. November 2008                                                              |
| 2011 | Wicked Game                                  | DE28 (3 Wo.)DE | AT12 (8 Wo.)AT | CH3 Gold · (18 Wo.)CH | UK6 Gold · (7 Wo.)UK | US10 (10 Wo.)US | Erstveröffentlichung: 8. November 2011                                                               |
| 2013 | A Musical Affair                             | DE64 (1 Wo.)DE | AT16 (7 Wo.)AT | CH24 (10 Wo.)CH | UK5 Gold · (6 Wo.)UK | US19 (5 Wo.)US | Erstveröffentlichung: 5. November 2013 enthält Kollaborationen mit Michael Ball und Barbra Streisand |
| 2015 | Amor & Pasión                                | — | AT43 (1 Wo.)AT | CH22 (7 Wo.)CH | UK13 Silber · (8 Wo.)UK | US135 (1 Wo.)US | Erstveröffentlichung: 27. November 2015                                                              |
| 2018 | Timeless                                     | DE76 (1 Wo.)DE | AT50 (1 Wo.)AT | CH7 (4 Wo.)CH | UK13 (3 Wo.)UK | — | Erstveröffentlichung: 10. August 2018                                                                |
| 2021 | For Once in My Life: A Celebration of Motown | — | — | — | — | — | Erstveröffentlichung: 16. Juli 2021                                                                  |

### Livealben
| Jahr | Titel                                       | Höchstplatzierung, Gesamtwochen, AuszeichnungChartplatzierungen (Jahr, Titel, Platzierungen, Wochen, Auszeichnungen, Anmerkungen) | Höchstplatzierung, Gesamtwochen, AuszeichnungChartplatzierungen (Jahr, Titel, Platzierungen, Wochen, Auszeichnungen, Anmerkungen) | Höchstplatzierung, Gesamtwochen, AuszeichnungChartplatzierungen (Jahr, Titel, Platzierungen, Wochen, Auszeichnungen, Anmerkungen) | Höchstplatzierung, Gesamtwochen, AuszeichnungChartplatzierungen (Jahr, Titel, Platzierungen, Wochen, Auszeichnungen, Anmerkungen) | Höchstplatzierung, Gesamtwochen, AuszeichnungChartplatzierungen (Jahr, Titel, Platzierungen, Wochen, Auszeichnungen, Anmerkungen) | Anmerkungen                              |
| Jahr | Titel                                       | DE | AT | CH | UK | US | Anmerkungen                              |
| ---- | ------------------------------------------- | --- | --- | --- | --- | --- | ---------------------------------------- |
| 2009 | An Evening with Il Divo – Live in Barcelona | — | AT26 (7 Wo.)AT | CH15 (7 Wo.)CH | — | — | Erstveröffentlichung: 1. Dezember 2009   |
| 2014 | A Musical Affair – Live in Japan            | — | — | — | UK20 Silber · (4 Wo.)UK | — | Erstveröffentlichung: 17. November 2014  |
| 2024 | XX – Live from Taipei                       | — | — | — | — | — | Erstveröffentlichung: 13. September 2024 |

### Kompilationen
| Jahr | Titel                       | Höchstplatzierung, Gesamtwochen, AuszeichnungChartplatzierungen (Jahr, Titel, Platzierungen, Wochen, Auszeichnungen, Anmerkungen) | Höchstplatzierung, Gesamtwochen, AuszeichnungChartplatzierungen (Jahr, Titel, Platzierungen, Wochen, Auszeichnungen, Anmerkungen) | Höchstplatzierung, Gesamtwochen, AuszeichnungChartplatzierungen (Jahr, Titel, Platzierungen, Wochen, Auszeichnungen, Anmerkungen) | Höchstplatzierung, Gesamtwochen, AuszeichnungChartplatzierungen (Jahr, Titel, Platzierungen, Wochen, Auszeichnungen, Anmerkungen) | Höchstplatzierung, Gesamtwochen, AuszeichnungChartplatzierungen (Jahr, Titel, Platzierungen, Wochen, Auszeichnungen, Anmerkungen) | Anmerkungen                            |
| Jahr | Titel                       | DE | AT | CH | UK | US | Anmerkungen                            |
| ---- | --------------------------- | --- | --- | --- | --- | --- | -------------------------------------- |
| 2006 | The Complete Collection     | — | — | — | UK32 (3 Wo.)UK | — | Erstveröffentlichung: 7. November 2006 |
| 2012 | The Greatest Hits           | DE43 (2 Wo.)DE | AT13 (6 Wo.)AT | CH16 (12 Wo.)CH | UK17 Gold · (5 Wo.)UK | — | Erstveröffentlichung: 4. Dezember 2012 |
| 2024 | XX – 20th Anniversary Album | — | — | CH83 (1 Wo.)CH | — | — | Erstveröffentlichung: 16. Februar 2024 |

## Singles
| Jahr | Titel Album                                          | Höchstplatzierung, Gesamtwochen, AuszeichnungChartplatzierungen (Jahr, Titel, Album, Platzierungen, Wochen, Auszeichnungen, Anmerkungen) | Höchstplatzierung, Gesamtwochen, AuszeichnungChartplatzierungen (Jahr, Titel, Album, Platzierungen, Wochen, Auszeichnungen, Anmerkungen) | Höchstplatzierung, Gesamtwochen, AuszeichnungChartplatzierungen (Jahr, Titel, Album, Platzierungen, Wochen, Auszeichnungen, Anmerkungen) | Höchstplatzierung, Gesamtwochen, AuszeichnungChartplatzierungen (Jahr, Titel, Album, Platzierungen, Wochen, Auszeichnungen, Anmerkungen) | Höchstplatzierung, Gesamtwochen, AuszeichnungChartplatzierungen (Jahr, Titel, Album, Platzierungen, Wochen, Auszeichnungen, Anmerkungen) | Anmerkungen                                         |
| Jahr | Titel Album                                          | DE | AT | CH | UK | US | Anmerkungen                                         |
| --- | ---------------------------------------------------- | --- | --- | --- | --- | --- | --------------------------------------------------- |
| 2006 | I Believe in You (Je crois en toi) Ancora            | — | — | CH35 (9 Wo.)CH | — | — | Erstveröffentlichung: 1. Mai 2006 mit Céline Dion   |
| 2006 | The Time of Our Lives Voices from the FIFA World Cup | DE17 (9 Wo.)DE | AT24 (7 Wo.)AT | CH8 (16 Wo.)CH | — | — | Erstveröffentlichung: 9. Juni 2006 mit Toni Braxton |
| Folgende Lieder erschienen nicht als Single, wurden aber durch das Album zum Download und Streaming bereitgestellt und konnten somit eine Platzierung erlangen: |                                                      | | | | | |                                                     |
| |                                                      | | | | | |                                                     |
| 2006 | Nights in White Satin (Notte di luce) Siempre        | — | — | CH81 (2 Wo.)CH | — | — | Charteinstieg: 31. Dezember 2006                    |

Weitere Singles
- 2004: Mama
- 2006: Regressa a mi (Unbreak My Heart)
- 2008: The Power of Love (La fuerza mayor)

## Videoalben
| Jahr | Titel                                      | Höchstplatzierung, Gesamtwochen, AuszeichnungChartplatzierungen (Jahr, Titel, Platzierungen, Wochen, Auszeichnungen, Anmerkungen) | Höchstplatzierung, Gesamtwochen, AuszeichnungChartplatzierungen (Jahr, Titel, Platzierungen, Wochen, Auszeichnungen, Anmerkungen) | Höchstplatzierung, Gesamtwochen, AuszeichnungChartplatzierungen (Jahr, Titel, Platzierungen, Wochen, Auszeichnungen, Anmerkungen) | Höchstplatzierung, Gesamtwochen, AuszeichnungChartplatzierungen (Jahr, Titel, Platzierungen, Wochen, Auszeichnungen, Anmerkungen) | Höchstplatzierung, Gesamtwochen, AuszeichnungChartplatzierungen (Jahr, Titel, Platzierungen, Wochen, Auszeichnungen, Anmerkungen) | Anmerkungen                             |
| Jahr | Titel                                      | DE | AT | CH | UK | US | Anmerkungen                             |
| ---- | ------------------------------------------ | --- | --- | --- | --- | --- | --------------------------------------- |
| 2009 | An Evening with Il Divo: Live in Barcelona | — | — | — | UK3 Platin · (57 Wo.)UK | — | Erstveröffentlichung: 30. November 2009 |
| 2014 | Timeless – Live in Japan                   | — | — | — | UK3 (24 Wo.)UK | — | Erstveröffentlichung: 2014              |

Weitere Videoalben
- 2004: Live at Gottam Hall
- 2005: Encore (UK, US: Platin)
- 2005: Mamá
- 2006: The Yule Log: The Christmas Collection
- 2006: Live at the Greek Theater (UK, US: ×2Doppelplatin )
- 2008: At the Coliseum
- 2011: Live at the London Coliseum

## Statistik

### Chartauswertung
|                     | DE    | AT     | CH     | UK     | US    |
| ------------------- | ----- | ------ | ------ | ------ | ----- |
| Nummer-eins-Alben   | DE—DE | AT—AT  | CH1CH  | UK3UK  | US1US |
| Top-10-Alben        | DE1DE | AT3AT  | CH6CH  | UK6UK  | US5US |
| Alben in den Charts | DE9DE | AT11AT | CH12CH | UK11UK | US8US |

|                       | DE    | AT    | CH    | UK    | US    |
| --------------------- | ----- | ----- | ----- | ----- | ----- |
| Nummer-eins-Singles   | DE—DE | AT—AT | CH—CH | UK—UK | US—US |
| Top-10-Singles        | DE—DE | AT—AT | CH1CH | UK—UK | US—US |
| Singles in den Charts | DE1DE | AT1AT | CH3CH | UK—UK | US—US |

|                          | DE    | AT    | CH    | UK    | US    |
| ------------------------ | ----- | ----- | ----- | ----- | ----- |
| Nummer-eins-Videoalben   | DE—DE | AT—AT | CH—CH | UK—UK | US—US |
| Top-10-Videoalben        | DE—DE | AT—AT | CH—CH | UK2UK | US—US |
| Videoalben in den Charts | DE—DE | AT—AT | CH—CH | UK2UK | US—US |

### Auszeichnungen für Musikverkäufe
| Land/RegionAuszeichnungen für Musikverkäufe (Land/Region, Auszeichnungen, Verkäufe, Quellen) | Silber     | Gold       | Platin         | Verkäufe    | Quellen                                                     |
| -------------------------------------------------------------------------------------------- | ---------- | ---------- | -------------- | ----------- | ----------------------------------------------------------- |
| Argentinien (CAPIF)                                                                          | —          | Gold1      | 6× Platin6     | 228.000     | capif.org.ar (Memento vom 31. Mai 2011 im Internet Archive) |
| Australien (ARIA)                                                                            | —          | 2× Gold2   | 26× Platin26   | 1.010.000   | aria.com.au                                                 |
| Belgien (BRMA)                                                                               | —          | Gold1      | 5× Platin5     | 265.000     | ultratop.be                                                 |
| Brasilien (PMB)                                                                              | —          | Gold1      | —              | 15.000      | pro-musicabr.org.br                                         |
| Dänemark (IFPI)                                                                              | —          | 2× Gold2   | —              | 40.000      | Einzelnachweise                                             |
| Deutschland (BVMI)                                                                           | —          | 3× Gold3   | —              | 300.000     | musikindustrie.de                                           |
| Europa (IFPI)                                                                                | —          | —          | 6× Platin6     | (6.000.000) | bestsellery.zpav.pl                                         |
| Finnland (IFPI)                                                                              | —          | 2× Gold2   | 4× Platin4     | 185.882     | ifpi.fi                                                     |
| Frankreich (SNEP)                                                                            | —          | 4× Gold4   | Platin1        | 525.000     | infodisc.fr snepmusique.com                                 |
| Griechenland (IFPI)                                                                          | —          | Gold1      | —              | 5.000       | Einzelnachweise                                             |
| Irland (IRMA)                                                                                | —          | —          | 11× Platin11   | 165.000     | irishcharts.ie                                              |
| Japan (RIAJ)                                                                                 | —          | Gold1      | —              | 100.000     | riaj.or.jp                                                  |
| Kanada (MC)                                                                                  | —          | Gold1      | 14× Platin14   | 1.170.000   | musiccanada.com                                             |
| Mexiko (AMPROFON)                                                                            | —          | 3× Gold3   | 4× Platin4     | 500.000     | amprofon.com.mx                                             |
| Neuseeland (RMNZ)                                                                            | —          | 4× Gold4   | 6× Platin6     | 110.000     | aotearoamusiccharts.co.nz NZ2                               |
| Niederlande (NVPI)                                                                           | —          | Gold1      | 7× Platin7     | 1.075.000   | nvpi.nl                                                     |
| Norwegen (IFPI)                                                                              | —          | —          | Platin1        | 40.000      | ifpi.no (Memento vom 5. November 2012 im Internet Archive)  |
| Österreich (IFPI)                                                                            | —          | 2× Gold2   | 2× Platin2     | 75.000      | ifpi.at                                                     |
| Polen (ZPAV)                                                                                 | —          | Gold1      | Platin1        | 30.000      | olis.pl                                                     |
| Portugal (AFP)                                                                               | —          | 4× Gold4   | 11× Platin11   | 213.000     | Einzelnachweise                                             |
| Russland (NFPF)                                                                              | —          | Gold1      | Platin1        | 30.000      | 2m-online.ru                                                |
| Schweden (IFPI)                                                                              | —          | —          | 4× Platin4     | 200.000     | sverigetopplistan.se                                        |
| Schweiz (IFPI)                                                                               | —          | 2× Gold2   | 4× Platin4     | 170.000     | hitparade.ch                                                |
| Spanien (Promusicae)                                                                         | —          | 3× Gold3   | 30× Platin30   | 2.520.000   | elportaldemusica.es                                         |
| Ungarn (MAHASZ)                                                                              | —          | 2× Gold2   | 2× Platin2     | 36.000      | slagerlistak.hu                                             |
| Vereinigte Staaten (RIAA)                                                                    | —          | 2× Gold2   | 6× Platin6     | 4.300.000   | riaa.com                                                    |
| Vereinigtes Königreich (BPI)                                                                 | 2× Silber2 | 6× Gold6   | 15× Platin15   | 4.070.000   | bpi.co.uk                                                   |
| Insgesamt                                                                                    | 2× Silber2 | 50× Gold50 | 167× Platin167 |             |                                                             |